# 小城武彦
小城 武彦（おぎ たけひこ、1961年8月8日 - ）は、日本の官僚、経営者。

## 来歴・人物
東京都出身。1984年に東京大学法学部を卒業し、同年に通商産業省に入省した。1991年にプリンストン大学ウッドロー・ウィルソン大学院を修了。1997年にカルチュア・コンビニエンス・クラブに転じ、1999年6月に取締役に就任し、2001年6月に常務を経て、2004年7月には産業再生機構に転じ、2004年11月から2006年3月までにカネボウ社長を務めた。2007年4月から2013年4月までに丸善CHIホールディングス社長を務めた。